# West Arnhem
West Arnhem är en kommun i Australien. Den ligger i territoriet Northern Territory, omkring 280 kilometer öster om territoriets huvudstad Darwin. Antalet invånare var 6 188 vid folkräkningen 2016.
Följande samhällen finns i West Arnhem:
- Oenpelli